# Azienda ospedaliera universitaria integrata di Verona
L'azienda ospedaliera universitaria integrata di Verona (AOUI-Vr) è una struttura ospedaliera facente parte del Servizio sanitario del Veneto, con sede nella città di Verona ed è uno dei più grandi ospedali d'Italia. Complessivamente l'azienda è dotata di circa 1500 posti letto suddivisi nelle due sedi di Borgo Trento e Borgo Roma, entrambe situate a pochi chilometri dal centro della città.L'azienda ospedaliera è impegnata nel campo dell'assistenza, della formazione e della ricerca ed è per molte discipline centro di riferimento a livello regionale, nazionale ed internazionale. Un articolo pubblicato nel dicembre 2013 sul quotidiano La Stampa cita questa azienda tra le eccellenze europee e nazionali nel campo della neurochirurgia. In particolare, l'Ospedale Civile maggiore presenta eccellenze nella chirurgia neuroncologica, nella diagnostica del sistema nervoso, nella chirurgia del basicranio, nella chirurgia vascolare; è inoltre il centro italiano più attivo per la neurochirurgia stereotassica: in 13 anni circa 6.000 interventi di biopsia, brachiterapia, endoscopia stereotassica, ma soprattutto radiochirurgia stereotassica con Gamma knife. L'Ospedale Policlinico di Borgo Roma presenta eccellenze di carattere internazionale nella diagnosi, cura e ricerca delle malattie del pancreas (Istituto del Pancreas di Verona).

## Storia

### Sede di Borgo Trento

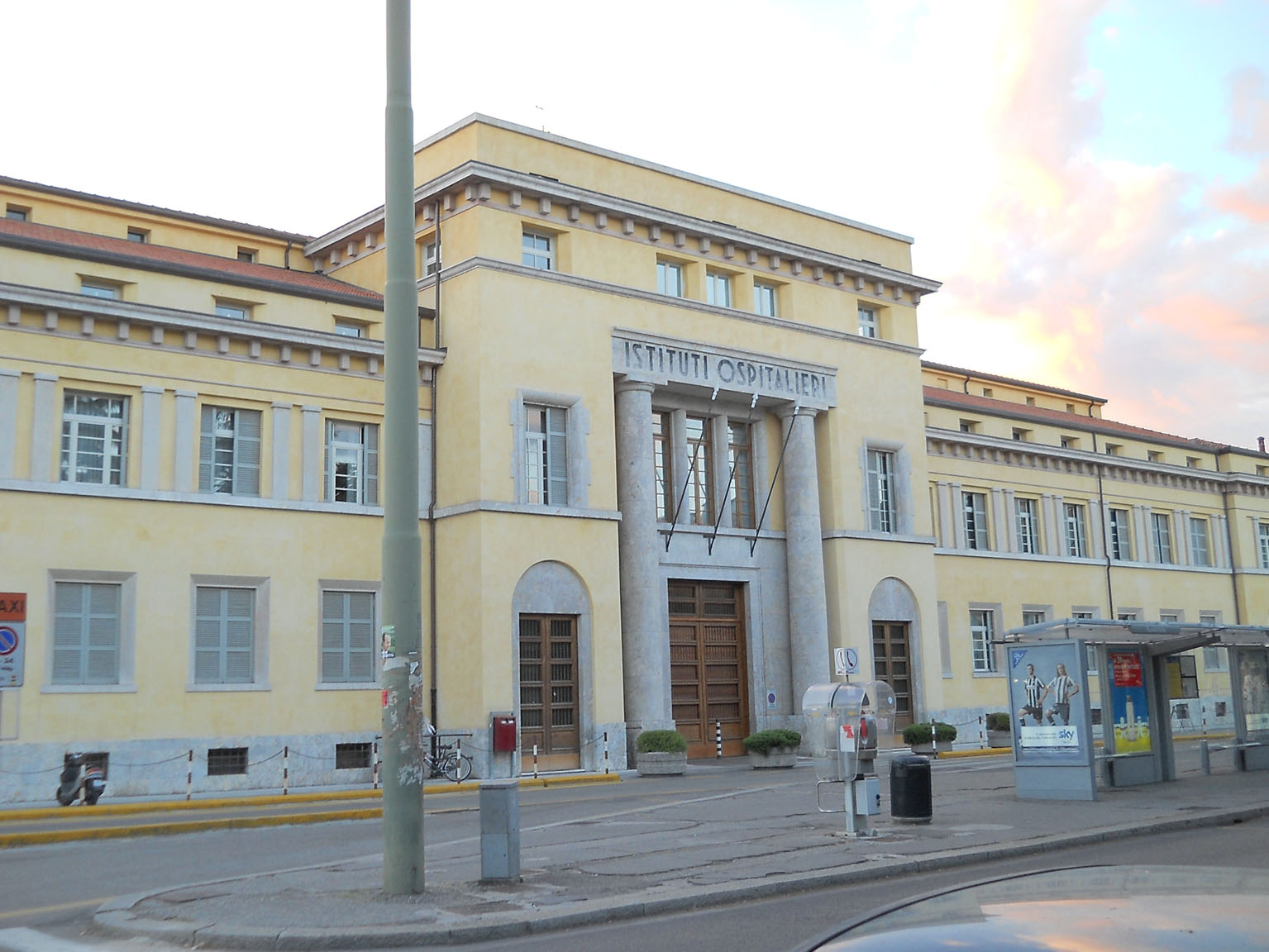
Azienda ospedaliera universitaria integrata di Verona - Sede di Borgo Trento

Le origini degli "istituti ospitalieri", oggi azienda ospedaliera universitaria integrata di Verona, risalgono ai primi anni del Quattrocento. Nel 1426 in prossimità del duomo di Verona fu fondata, per volontà del Collegio dei notai, la Domus Pietatis con il duplice ruolo di assistenza sanitaria e di educazione degli esposti. Nel 1515 fu fondata la Santa Casa della Misericordia, situata in piazza Brà e destinata ad ospitare i malati di sifilide e quelli di lungo corso. Nel 1812 l'ospedale fu trasferito presso il convento di Sant'Antonio al Corso, in via Valverde, in quanto la Casa della Misericordia, ormai fatiscente, non era più adatta a soddisfare le esigenze sanitarie e sociali della città. Presso questa sede furono creati 4 reparti: medico, distinto in maschile e femminile, chirurgico, per sifilitiche e partorienti e un reparto per maniaci, anch'esso distinto in maschile e femminile.
Nel 1895 il cavalier Alessandro Alessandri destinò un lascito testamentario per la costruzione di un “ospedale per bambini”, che fu inaugurato il 7 giugno del 1914 sul terreno di circa 3400 metri quadrati, nella zona nord-ovest di Verona (attuale borgo Trento), fiancheggiante la strada per Trento (attuale via Mameli). Nel 1915, con l'entrata dell'Italia nella prima guerra mondiale, gli edifici vennero prima requisiti dal Genio militare e successivamente occupati dalle milizie. Il complesso ospedaliero fu liberato nel 1919, dopo aver subito numerosi danni e furti. Nel 1930-31, con l'approvazione del progetto Beccherle, fu dato il via all'ampliamento dell'Alessandri e alla costruzione di nuovi padiglioni, permettendo l'unificazione dell'Alessandri stesso e dell'ospedale civico di Sant'Antonio in un'unica sede.  Il nuovo ospedale, denominato “Ospedale Civile Maggiore”, fu inaugurato il 13 settembre del 1942.

### Sede di Borgo Roma

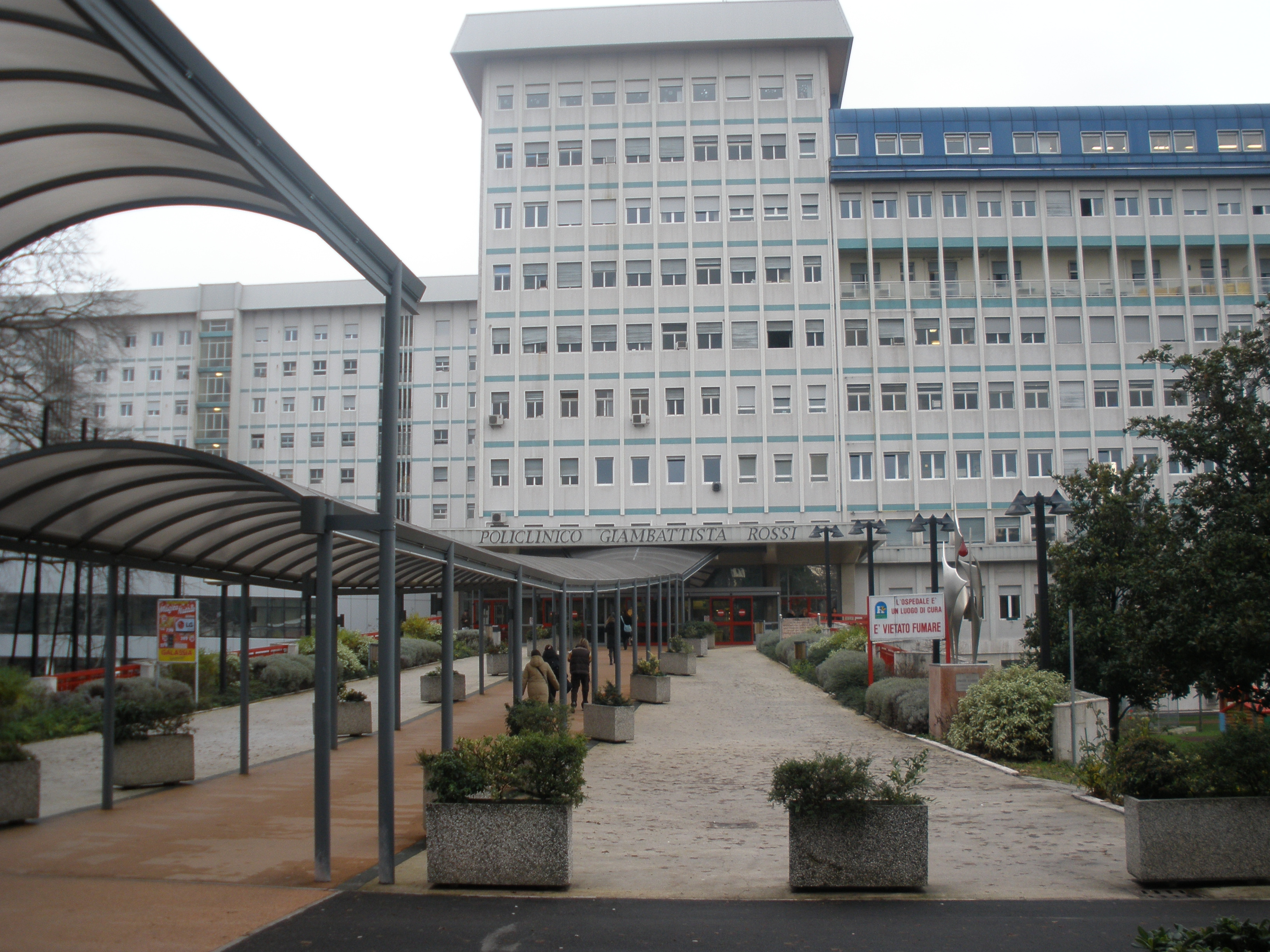
Azienda ospedaliera universitaria integrata di Verona - Sede di Borgo Roma

Negli anni '60 è stata costruita la sede di Borgo Roma, nella zona sud di Verona, sull'area precedentemente occupata dall'Ospedale Psichatrico di San Giacomo della Tomba. Si tratta di un ospedale monoblocco a T, modello diffusosi in Europa nel secondo dopoguerra per ovviare alla maggior onerosità della realizzazione di una struttura a padiglioni. Successivamente alla realizzazione del monoblocco centrale, negli anni 90, è stata realizzata la piastra odontoiatrica, collegata alla piastra servizi. Infine, all'inizio degli anni 2000, la sede di Borgo Roma è stata arricchita con la realizzazione dell'edificio sud che attualmente ospita l'oncologia, le malattie infettive, la medicina delle dipendenze e i laboratori di ricerca clinica.

## Evoluzione presente e futura
Negli ultimi anni l'azienda sta andando incontro a processi di riorganizzazione e ristrutturazione. Presso la sede di Borgo Trento è stato inaugurato nel 2010 il polo chirurgico "P. Confortini", una struttura di oltre 70.000 m² ad uso sanitario contenente oltre 500 posti letto e 31 sale operatorie. Sempre presso la stessa sede è stato inaugurato nell'aprile 2017 il nuovo ospedale della Donna e del Bambino che ospita le unità operative complesse di pediatria, ostetricia-ginecologia e i loro relativi pronto soccorso e terapie intensive, chirurgia pediatrica, oncoematologia pediatrica e neuropsichiatria infantile.  Per la sede di Borgo Roma è invece in corso la ristrutturazione del monoblocco ed è stata completata nel 2018 la costruzione del nuovo "blocco nord", un edificio di oltre 20.000 m².

## Struttura
L'attività assistenziale dell'azienda ospedaliera universitaria integrata è organizzata in otto dipartimenti ad attività integrata (DAI):
DAI di chirurgia e oncologia
- Anatomia Patologica dU
- Chirurgia Generale ed Epatobiliare dU
- Chirurgia Generale e del Pancreas dU
- Radioterapia dO
- Oncologia Medica dO
- Oncologia Medica dU
- Urologia dO
- Urologia dU

DAI di chirurgia e odontoiatria
- Chirurgia dell'Esofago e dello Stomaco dU
- Chirurgia della Mano dO
- Chirurgia Generale 1° dO
- Chirurgia Generale 2° dO
- Chirurgia Plastica dO
- Ortopedia e Traumatologia dO
- Ortopedia e Traumatologia dU
- Riabilitazione dO

DAI cardio-vascolare e toracico
- Cardiochirurgia dU
- Chirurgia Toracica dO
- Cardiologia dO
- Cardiologia dU
- Fibrosi Cistica dO
- Pneumologia dO
- Riabilitazione Vascolare dU

DAI medico generale
- Dermatologia
- Ematologia
- Endocrinologia e Malattie Metaboliche
- Gastroenterologia
- Gastroenterologia e Endoscopia Digestiva
- Geriatria
- Geriatria 1°
- Geriatria 3°
- Lungodegenza
- Malattie infettive
- Medicina ad indirizzo palliativo
- Medicina generale ad indirizzo endocrinologico
- Medicina interna B
- Medicina interna D
- Nefrologia e Dialisi
- Reumatologia

DAI emergenza e terapie intensive
- Anestesia e rianimazione A
- Anestesia e rianimazione dU
- Anestesia e terapia intensiva neurochirurgica
- Pronto soccorso BT
- Pronto soccorso BR
- Centrale Operativa Emergenza SUEM 118

DAI materno infantile
- Chirurgia pediatrica
- Neuropsichiatria infantile
- Oncoematologia pediatrica
- Ostetricia e Ginecologia
- Pediatria dO
- Pediatria dU

DAI patologia e diagnostica
- Anatomia Patologica dO
- Fisica per le tecnologie biomediche
- Fisica sanitaria
- Immunologia
- Laboratorio Analisi
- Medicina nucleare
- Microbiologia e Virologia
- Neuroradiologia
- Radiologia dO
- Radiologia dU

DAI di neuroscienze
- Neurologia dO
- Neurologia dU
- Neuropatologia
- Oculistica dO
- Oculistica dU
- Otorinolaringoiatria dO
- Otorinolaringoiatria dU
- Psicosomatica e Psicologia Clinica
- Psichiatria dU
- Neurochirurgia dO
- Neurochirurgia dU
- Neurochirurgia Pediatrica
- Neurochirurgia Spinale

Dipartimento interaziendale medicina trasfusionale

## Premi e riconoscimenti
Nella World's Best Hospital, classifica annuale dei migliori ospedali del mondo stilata da Newsweek, è risultato il settimo ospedale in Italia e il 119° fra i 2.400 ospedali di 30 Paesi monitorati nell'analisi.